# 薩克森-阿爾滕堡的愛德華
薩克森-阿爾滕堡的愛德華（德語：Eduard von Sachsen-Altenburg，1804年7月3日—1852年5月16日），薩克森-希爾德布格豪森公爵腓特烈的幼子，母親是梅克倫堡-施特雷利茨的夏洛特。

## 家庭
1835年，愛德華與霍亨索倫-錫格馬林根的阿瑪莉埃結婚，兩人共有2子2女：
1. 特蕾莎（1836年—1914年）
2. 安東妮（1838年—1908年）
3. 路德維希（1839年—1844年），夭折
4. 約翰（1841年—1844年），夭折